# 紫斑掌裂兰
紫斑掌裂兰（学名：Dactylorhiza fuchsii）为兰科掌裂兰属下的一个种。

## 习性和分布
紫斑掌裂兰是一个古北界的物种，分布在整个欧洲，从爱尔兰至蒙古，阿尔泰山脉，以及亚洲北部。
典型栖息地包括各种不同的范围，针叶林、榉木林和板栗林，湿度适合的草甸、沼泽和溪流的边缘。在山区，亚高山和高山生态系统，紫斑掌裂兰生长在海拔900至2300米。其余地方则在近海平面的海拔处生长。
紫斑掌裂兰完整的生长区域列表为芬兰、英国、冰岛、爱尔兰、挪威、瑞典、奥地利、比利时、捷克、德国、匈牙利、荷兰、波兰、瑞士、科西嘉岛、意大利、罗马尼亚、南斯拉夫、白俄罗斯、波罗的海国家、俄罗斯、乌克兰、阿尔泰共和国、蒙古。
在意大利，它主要生长在阿尔卑斯山北部亚平宁山脉。在英国，它是最常见的兰花，从碱性沼泽地到白垩丘陵地均可见。

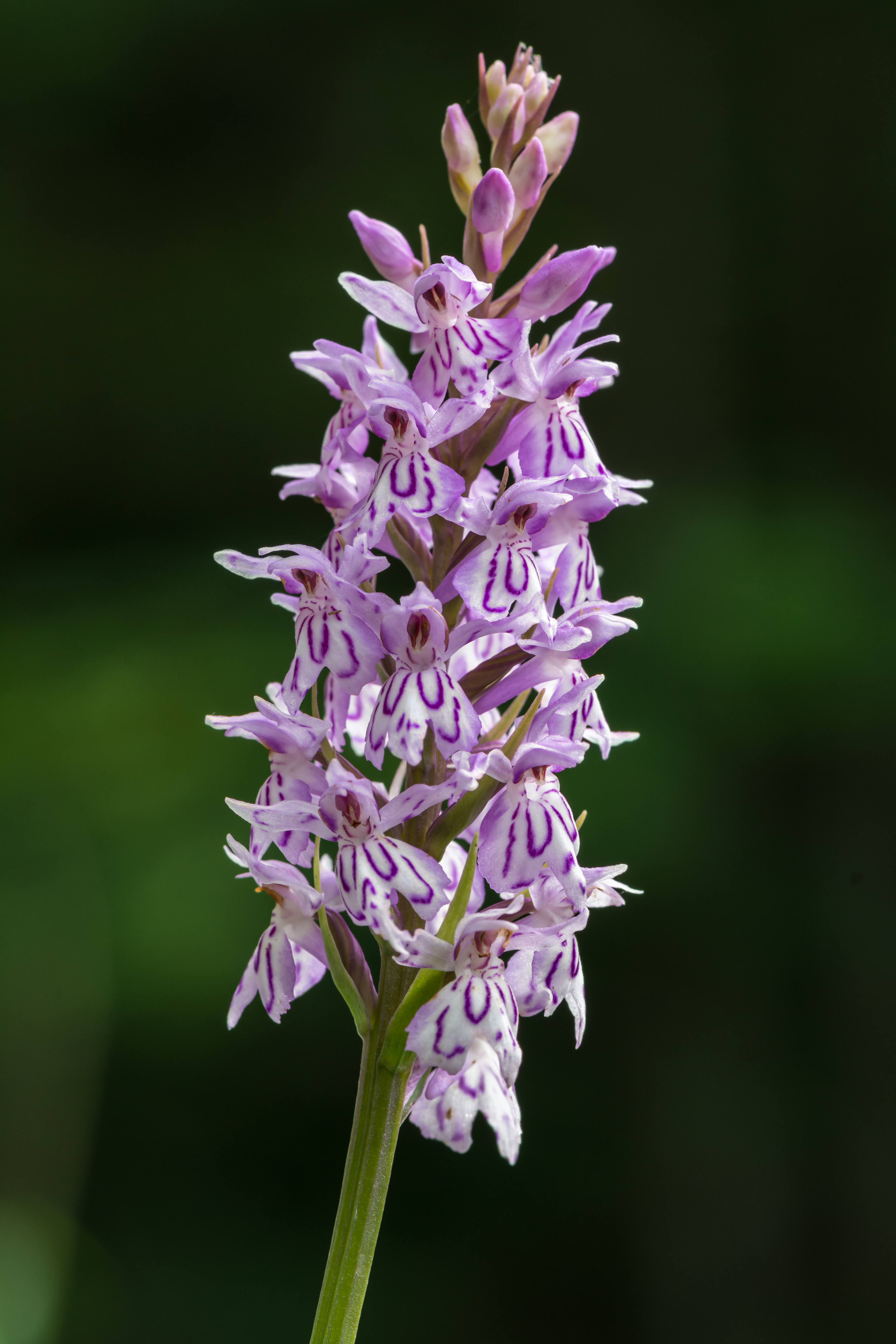